# The Line King: The Al Hirschfeld Story
The Line King: The Al Hirschfeld Story è un documentario del 1996 diretto da Susan Warms Dryfoos candidato al premio Oscar al miglior documentario.